# کوماگای-زاکورا
کوماگای-زاکورا (به ژاپنی: 熊谷桜 クマガイザクラ Kumagaizakura) یا یائه‌زاکی-یاماهیگان (نام علمی: Cerasus incisa var. kinkiensis 'Kumagaizakura' T.Kawasaki) بر اساس کتاب ساکوراهای ژاپن، نام یک نوع درخت ساکورای باغی است. منشأ آن کینکی‌مامه-زاکورا است که به شکل یائه-زاکورا تغییر داده شده‌است. این نوع ساکورا دو مادگی دارد. کوماگای-زاکورا از گروه ساکورای کوماگای است که نام آن از سردار مشهور ژاپنی کوماگای نائوزانه گرفته شده‌است. علت آن اینست که مانند آن سردار که در جنگ‌ها در خط اول جبهه حرکت می‌کرد، گل آن زودتر از دیگر انواع ساکورا شکوفا می‌شود. از دیگر انواع ساکورای کوماگای کنروکوان-کوماگای و کنروکوان-کیکو-زاکورا است.
- تعداد گلبرگ: ۲۰–۴۰ عدد
- رنگ: صورتی کم‌رنگ
- قطر گل: ۱٫۶ تا ۲٫۴ سانتیمتر
- زمان گل‌دهی:اوایل تا اواسط ماه مارس
- محل نمونه:باغ گیاه‌شناسی جنگل تاما، توکیو